# OGAE Video Contest
O OGAE Video Contest é um evento eurovisivo que o júri internacional, tem que votar no seu video favorito.

## Países participantes
Desde da sua primeira edição em 2003, já participaram 37 países:
| Ano  | Primeira participação de cada país |
| ---- | --- |
| 2003 | Albânia, Alemanha Arménia, Bósnia e Herzegovina, Predefinição:Country data Eslóvenia, Espanha, Finlândia, França, Grécia, Islândia, Israel, Itália, Macedónia do Norte, Malta, Noruega, Países Baixos Portugal, Reino Unido, Rússia, Turquia |
| 2004 | Bulgária, Croácia, Luxemburgo, Sérvia e Montenegro |
| 2005 | Cazaquistão (com o Resto do Mundo), Irlanda, Polónia, Ucrânia |
| 2006 | África do Sul (como o Resto do Mundo), Moldávia, Sérvia |
| 2007 | Andorra, Áustria, Estónia, Letónia, Namibia (como o Resto do Mundo) |
| 2010 | Austrália (como o Resto do Mundo) |

## Vencedores
| Ano  | País     | Video               | Cantor              | Pontos | Margem | Segundo Lugar | Cidade Afitriã  |
| ---- | -------- | ------------------- | ------------------- | ------ | ------ | ------------- | --------------- |
| 2003 | França   | "Fan"               | Pascal Obispo       | 122    | 8      | Finlândia     | Istambul        |
| 2004 | Portugal | "Cavaleiro Monge"   | Mariza              | 133    | 2      | Rússia        | Paris           |
| 2005 | Ucrânia  | "I Will Forget You" | Svetlana Loboda     | 171    | 59     | Holanda       | Lisboa          |
| 2006 | Itália   | "Contromano"        | Nek                 | 106    | 13     | Turquia       | Kiev            |
| 2007 | Rússia   | "LML"               | Via Gra             | 198    | 47     | Israel        | Florença        |
| 2008 | Rússia   | "Potselui"          | Via Gra             | 140    | 19     | Áustria       | Moscovo         |
| 2009 | Rússia   | "Karma"             | Yin-Yang            | 142    | 18     | França        | São Petersburgo |
| 2010 | Polónia  | "Kim tu jestem"     | Justyna Steczkowska | 85     | 1      | França        | Volgograd       |

### Vitórias por país
| Número de Vitórias | País     | Ano(s)           |
| ------------------ | -------- | ---------------- |
| 3                  | Rússia   | 2007, 2008, 2009 |
| 1                  | França   | 2003             |
| 1                  | Portugal | 2004             |
| 1                  | Ucrânia  | 2005             |
| 1                  | Itália   | 2006             |
| 1                  | Polónia  | 2010             |

### Vitórias por língua
| Vitórias | Língua    | Ano(s)     | Countries       |
| -------- | --------- | ---------- | --------------- |
| 2        | Inglês    | 2005, 2007 | Ucrania, Rússia |
| 2        | Russo     | 2008, 2009 | Rússia          |
| 1        | Francês   | 2003       | França          |
| 1        | Português | 2004       | Portugal        |
| 1        | Italiano  | 2006       | Itália          |
| 1        | Polaco    | 2010       | Polónia         |